# Синдром войны (книга)
«Синдром войны: О чём не говорят солдаты» —  книга американского военного журналиста, лауреата многих профессиональных премий Кевина Сайтса, переведённая и выпущенная издательством «Альпина нон-фикшн» в 2013 году. Представляет собой серию документальных рассказов о судьбе активных участников вооружённых конфликтов, особое внимание автор уделяет проблеме посттравматического синдрома, с которым военнослужащим приходится справляться в мирной жизни. Одним из героев полевого исследования становится сам Сайтс и его тяжелая борьба за душевное равновесие, пошатнувшееся после многих лет репортёрской работы в горячих точках.

## Сюжет
Документальное исследование Сайтса включают в себя историю военных вторжений США во Вьетнам, Ирак, Афганистан, войны Израиля с Ливаном, и даже Тихоокеанский фронт Второй Мировой. Каждая из этих войн представлена в книге несколькими эпизодами, в корне меняющими жизнь и мировоззрение солдат, командиров и полевых врачей. Будь это случайное убийство военнопленного, тяжёлое ранение или сцена жестокой расправы - психологическая травма даже многие годы спустя не покидает участников боевых действий, нередко разрушая их жизнь и отношения с близкими. Личная история каждого из 11 героев дана в книге не только как рассказ от первого лица или интервью: Сайтс также приводит свою переписку с солдатами и членами их семей, многие из которых за годы его работы военным корреспондентом стали его близкими друзьями.

## История создания
К написанию книги Сайтса толкнул прежде всего личный опыт борьбы с посттравматическим синдромом, который он заработал во время одной из командировок в Ирак . Тогда во время спецоперации "Ярость призрака" он стал свидетелем расправы над раненым иракским боевиком. Впоследствии Сайтс осознал, что по меньшей мере одного из них он мог спасти, однако, проигнорировав его просьбу о помощи, фактически обрёк его на смерть. Позже за придание огласки этому эпизоду расправы он получит целый ряд премий за проявление образцовой журналистской этики, однако раскаяние  будет преследовать его ещё долгие годы, выливаясь в тяжёлую депрессию и алкогольную зависимость. По личному признанию автора общение с героями его военных хроник, переживавшими схожие трудности, помогло ему разобраться в себе и в итоге послужило толчком для написания книги.